# دکور (تئاتر)

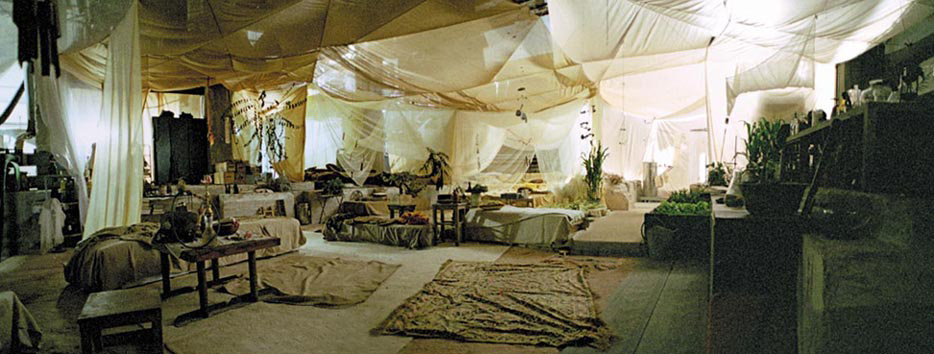
آرایهٔ یک فیلم اتریشی

آرایه یا دکور یا صحنه‌سازی در زبان عامیانه و اصطلاحات نمایشنامه و سینما، به مجموعهٔ ساختمان و اشیاء و اسباب و دیگر عوامل آرایشی و تزئینی در صحنه نمایش گفته می‌شود. همچنین در میان عموم مردم منظور از دکور، چگونگی چیدمان و آرایش وسایل در خانه می‌باشد.